# ائر آران آیلندز
ائر آران آیلندز (به انگلیسی: Aer Arann Islands) یک شرکت هواپیمایی است که در تاریخ ۱۹۷۰ میلادی تأسیس شده است.